# Cozzo Pantano
Cozzo Pantano è un sito archeologico dell'età del bronzo nei pressi della Fonte Ciane che fu frequentato fino in età bizantina, comprendente ipogei e necropoli ascrivibili alla cultura di Thapsos e all'età del ferro.

## Scavi archeologici
Nel 1892 Paolo Orsi effettua i primi scavi attorno alla bassa altura calcarea conosciuta come Cozzo del Pantano, chiamato così perché si trova, con direzione ovest-est, all'interno dell'area paludosa presso la Fonte Ciane.
Furono riscontrate circa 70 tombe a grotticella artificiale (28 nel versante a nord e 34 in quello meridionale), alcune raggruppate, altre isolate, di cui solo dieci considerate intatte. Altre tombe, invece si trovano sulle pareti della Cava del Feudetto. Alcune tombe sono solo iniziate (tombe incoative).                                     Le tombe con la tipica volta a tholos sono tipiche della cultura di Thapsos, mentre quelle a fossa sono probabilmente risalenti al periodo greco e ellenistico.
I numerosi reperti ritrovati sono ascrivibili alla cultura di Thapsos, tra cui una kylix micenea, coltelli di selce e di bronzo, frammenti di avorio, un vaso di stile maltese (cultura di Borg-in-Nadur).
Inoltre in una tomba sono stati rinvenuti un boccale con la tipica decorazione piumata della facies di Cassibile, e fibule a gomito, il che fa pensare alla riutilizzazione della necropoli anche in tarda età del bronzo (Pantalica II).
Il centro abitato doveva trovarsi sulla sommità del colle; sono stati infatti rinvenuti scalini incisi sulla roccia e un ipogeo abbastanza ampio di probabile funzione abitativa.
Oltre alla necropoli sono state ritrovate tracce di tre frantoi rupestri composti da due basi circolari incise sulla roccia calcarea, e da due vasche, una sopra e una sotto, sempre scavate sulla roccia. Segno di attività agricole come la molitura delle olive. Inoltre sono stati rinvenuti un pozzo di età ellenistica profondo quattro metri, e carraie greche: solchi sulla roccia calcarea distanti tra loro 160 cm circa che indicano la presenza di una strada (con direzione est-ovest, dalla palude verso i Monti Iblei), attraversata da carri (a due o a quattro ruote).

## Ipotesi
La presenza cospicua di frammenti di ceramica e tegole indica la presenza di un piccolo centro abitato, fuori dalle mura di Siracusa, che sicuramente era stato costruito sopra un'antica stazione micenea (risalente alla cultura di Thapsos, quindi 1450-1250 aC); il che indica che il territorio di Siracusa aveva villaggi sparsi (come quello di Matrensa, nella Penisola della Maddalena) fin dall'età sicana e sicula.
La traccia di carraie greche indica la presenza di una strada, identificata come la via Selinuntina, che collegava Siracusa alle sue sub-colonie come Akrai, Casmene, Akrillai, e giungendo a Selinunte dopo aver attraversato Gela e Akragas.